# Pocket Palma
Pocket Palma (često stilizirano kao pocket palma) hrvatski je synthwave-duo koji su 2012. u Zagrebu osnovali Anja Papa i Luka Vidović. Do 2019. bio je poznat kao Side Project, a pod tim je imenom objavio dva studijska albuma: Things Which No One Else Should Know About (2015.) i Lonely Boys (2017.).
Godine 2018. Papa i Vidović odlučili su promijeniti ime projekta, a dotadašnji pop-stil zamijenili su synthwaveom te su počeli snimati pjesme na hrvatskome jeziku. U ljeto 2019. pod novim su imenom Pocket Palma objavili EP Godišnji. Duo je iste godine potpisao ugovor s diskografskom kućom Aquarius Records i objavio istoimeni debitantski studijski album.

## Karijera

### Side Project (2012. – 2018.)
Papa i Vidović upoznali su se 2012. u srednjoj školi i „iz zabave” su počeli obrađivati pjesme Arctic Monkeysa i Guns N' Rosesa. Oboje su završili osnovnu glazbenu školu, u kojoj je Papa svirala flautu, a Vidović klavir. Nakon što su završili srednju školu, upisali su se na Filozofski fakultet Sveučilišta u Zagrebu.
Godine 2013. objavili su debitantski singl „Things Which No One Else Should Know About” pod imenom Side Project, nakon čega su počeli snimati debitantski album. U ožujku 2015. objavili su glazbeni spot za novi singl „Glitter”, koji je režirao Filip „Philatz” Filković. Dana 4. rujna iste godine objavili su debitantski studijski album Things Which No One Else Should Know About. Dana 5. prosinca podržali su ga koncertom u zagrebačkoj Tvornici kulture.
Godine 2016. duo je objavio singlove „Guns” i „Giving Souls Away”. U lipnju 2017. objavio je singl „Second Skin”, koji je nadahnula Zagrebačkom povorkom ponosa. U rujnu iste godine objavio je „Lonely Boys”, singl s istoimena drugog studijskog albuma. Te je godine snimio i album filmske glazbe za Posljednji bunar, kratkometražni distopijski film Filipa Filkovića koji je objavljen u studenome.
Godine 2018. Papa je izjavila da su ona i Vidović napustili fakultet. U prosincu te godine objavili su drugi studijski album Lonely Boys.

### Pocket Palma (2019. – danas)
Papa i Vidović izjavili su da su veći dio 2018. proveli odvojeni jedno od drugoga i da više nisu znali kakve pjesme snimiti za Side Project jer su se počeli zanimati za različite glazbene stilove; izjavili su da nisu „bili inspirirani za bilo kakav novi [...] materijal”. U jednom su trenutku odlučili prevesti jednu pjesmu s engleskoga na hrvatski, što im je zvučalo „fora”. U proljeće 2018. počeli su snimati pjesme o „odlasku na more, van grada i ljetnoj ljubavi”, isprva na engleskom jeziku. Izjavili su da su se počeli baviti synthpopom nakon čega je Vidović „malo zalutao u ex-yu synth pop playliste na youtubeu”. Početkom 2019. odlučili su pisati pjesme o istim temama, ali na hrvatskom jeziku. „Godišnji”, svoj debitantski singl na hrvatskom jeziku, objavili su pod novim imenom Pocket Palma. U svibnju 2019. objavili su istoimeni EP. Pjesma „Ono što nam inače nedostaje” te je godine postala radijski hit.
U listopadu 2019. Pocket Palma potpisala je ugovor s diskografskom kućom Aquarius Records, koja je dva mjeseca poslije objavila njezin istoimeni debitantski studijski album; taj uradak sadrži sve pjesme s EP-a Godišnji i još četiri nove pjesme. Dobio je pohvale kritičara, koji su usporedili projekt s hrvatskim sastavima Nipplepeople i Denis & Denis.
Dana 31. siječnja 2020. Aquarius Records ponovno je objavio uratke koje je duo snimio pod imenom Side Project. Dana 29. veljače 2020. Papa i Vidović održali su koncert u Tvornici kulture.
U listopadu 2021. Pocket Palma objavila je drugi studijski album Atomi.
Dana 2. lipnja 2023. Pocket Palma objavila je pjesmu „Ne mogu biti kao oni”, koja će se pojaviti na trećem studijskom albumu.
U travnju 2025. Bruno Žabek napušta Pocket Palmu, čime sastav postaje duo.

### Produkcija i suradnje
Nakon dugogodišnje suradnje sa redateljem Filipom Filkovićem Philatzom skupina je sudjelovala u izradi glazbe za dva njegova filma. Papa i Vidović bili su zaslužni za glazbu za njegov kratkometražni film Posljednji Bunar iz 2017. i za dokumentarni film Zastava, čiji je službeni soundtrack objavljen i kao album.
Osim izrade glazbe za filmove u više je navrata surađivala s hrvatskim dizajnerskim duom Coded Edge, za čije su dvije modne revije također osmislili glazbu.
U ožujku 2020. objavila je dvije pjesme: „Voli me” snimila je s ManGrooveom, a pjesmu „Minuta (PP Version)” snimila je s Idom Prester.
Godine 2022. članovi projekta pridružili su se sastavu Djeca!, među čijim je članovima bivši član Pocket Palme Bruno Žabek.

## Diskografija
Kao Side Project
- Things Which No One Else Should Know About (2015.)
- Lonely Boys (2017.)

Kao Pocket Palma
- Pocket Palma (2019.)
- The Instrumentals (2020.)
- Zastava (Official Soundtrack) (2021.)
- Atomi (2021.)
- Atomi (Rework) (2022.)
- III (2023.)